# Monique Boulestin

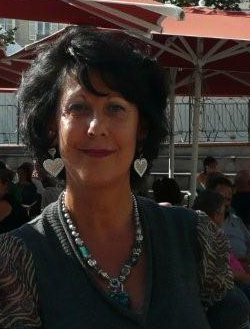
Monique Boulestin (2010)

Monique Boulestin (* 13. März 1951 in Châlus, Département Haute-Vienne) ist eine französische Politikerin der Parti socialiste.

## Biographie
Boulestin schloss ein geisteswissenschaftliches Studium an der Universität Limoges mit sehr gutem Erfolg ab und blieb zunächst weiter an der Universität tätig.
Sie gehört seit 1996 dem Stadtrat von Limoges an. Seit 2002 ist sie Beigeordnete mit dem Aufgabenbereich Bildung und neue Technologien. Seitdem steht sie in engem Kontakt zur Bibliothèque francophone multimédia de Limoges und betreut die jährlich im Frühjahr stattfindende Lesewoche Lire à Limoges sowie das in jedem Herbst stattfindende Kulturfestival Festival des Francophonies en Limousin. Seit den Kommunalwahlen am 29. März 2008 ist Boulestin erste Beigeordnete Alain Rodets, des Bürgermeisters von Limoges. Zu ihrem Aufgabenbereich gehören das Bildungswesen und die Verbindung zur Universität Limoges. Nach der Abstimmungsniederlage gegen ihre innerparteiliche Mitbewerberin Catherine Beaubatie um das Mandat im dritten Wahlkreis des Départements Haute-Vienne für die Wahl 2012 gab sie am 2. Dezember 2011 ihren Rückzug aus dem Stadtrat von Limoges bekannt. Eine weitere Kandidatur zu einem späteren Zeitpunkt schloss sie jedoch nicht aus.
Vom 28. März 2004 bis zum 29. Juni 2007 war sie Vizepräsidentin des Regionalrats für das Limousin. Aus ihrer universitären Erfahrung hat sie sich als Vizepräsidentin des Regionalrats für einen bevorzugten Ausbau schneller Internetverbindungen für die Landgemeinden im Limousin eingesetzt. Das sollte sowohl die wirtschaftliche Entwicklung als auch die Bildung der Jugendlichen fördern.
Sie wurde mit der Wahl am 17. Juni 2007 für die 13. Legislaturperiode (2007–2012) zum 25. Juni 2007 als Abgeordnete der Parti socialiste im ersten Wahlkreis des Départements Haute-Vienne in die französische Nationalversammlung gewählt. Den bisherigen Abgeordneten Alain Marsaud der UMP konnte sie dabei mit 53,09 % zu 46,91 % deutlich schlagen.
In der Nationalversammlung gehört sie dem Ausschuss für europäische Angelegenheiten und dem Ausschuss für Kultur und Bildung an. Darüber hinaus ist sie Mitglied weiterer Arbeitsgruppen. Sie ist Vizepräsidentin parlamentarischer Arbeitsgruppen mit Südkorea, Ägypten und den Philippinen. Ihr Stellvertreter ist Gérard Terrier, Stadtrat von Couzeix.